# О’Брайен, Майк (хоккеист на траве)
Леонард Фрэнсис (Майк) О'Брайен (англ. Leonard Francis (Mike) O'Brien, 20 января 1904, Норт-Адамс, Массачусетс — 30 марта 1939, Бостон) — американский хоккеист на траве, защитник; тренер. Бронзовый призёр летних Олимпийских игр 1932 года, участник летних Олимпийских игр 1936 года.

## Биография
Майк О'Брайен родился 20 января 1904 года в американском городе Норт-Адамс.
В 1925 году окончил колледж Уильямс. В течение четырёх лет выступал за его бейсбольную команду, последний год был её капитаном. Пропустил год учёбы из-за тяжёлой формы брюшного тифа.
Работал брокером по облигациям и ценным бумагам в Нью-Йорке, затем в Бостоне.
В 1932 году вошёл в состав сборной США по хоккею на траве на летних Олимпийских играх в Лос-Анджелесе и завоевал бронзовую медаль. Играл на позиции защитника, провёл 2 матча, мячей не забивал.
В 1936 году вошёл в состав сборной США по хоккею на траве на летних Олимпийских играх в Берлине, поделившей 10-11-е места. Играл на позиции защитника, провёл 3 матча, мячей (по имеющимся данным) не забивал. Был играющим тренером команды.
Умер 30 марта 1939 года в американском городе Бостон.